# Serie A de 1958–59
O Campeonato Italiano de Futebol de 1958–59, denominada oficialmente de Serie A 1958-1959, foi a 57.ª edição da principal divisão do futebol italiano e a 27.ª edição da Serie A. O campeão foi o Milan que conquistou seu 7.º título na história do Campeonato Italiano. O artilheiro foi Antonio Angelillo, da Internazionale (33 gols).[carece de fontes?]

## Classificação
| Pos. | Equipes        | Pts | J  | V  | E  | D  | GP | GC | SG  | Classificação ou rebaixamento                |
| ---- | -------------- | --- | -- | -- | -- | -- | -- | -- | --- | -------------------------------------------- |
| 1    | Milan          | 52  | 34 | 20 | 12 | 2  | 84 | 32 | 52  | Fase preliminar da Copa da Europa de 1959–60 |
| 2    | Fiorentina     | 49  | 34 | 20 | 9  | 5  | 95 | 35 | 60  |                                              |
| 3    | Internazionale | 46  | 34 | 20 | 6  | 8  | 77 | 41 | 36  |                                              |
| 4    | Juventus       | 42  | 34 | 16 | 10 | 8  | 74 | 51 | 23  |                                              |
| 5    | Sampdoria      | 38  | 34 | 15 | 8  | 11 | 50 | 44 | 6   |                                              |
| 6    | Roma           | 35  | 34 | 12 | 11 | 11 | 57 | 41 | 16  |                                              |
| 7    | Vicenza        | 34  | 34 | 13 | 8  | 13 | 41 | 41 | 0   |                                              |
| 7    | Padova         | 34  | 34 | 13 | 8  | 13 | 50 | 52 | −2  |                                              |
| 7    | Napoli         | 34  | 34 | 9  | 16 | 9  | 39 | 50 | −11 |                                              |
| 10   | Bologna        | 31  | 34 | 10 | 11 | 13 | 47 | 53 | −6  |                                              |
| 11   | Bari           | 30  | 34 | 9  | 12 | 13 | 38 | 49 | −11 |                                              |
| 11   | Genoa          | 30  | 34 | 10 | 10 | 14 | 44 | 62 | −18 |                                              |
| 11   | Lazio          | 30  | 34 | 10 | 10 | 14 | 37 | 54 | −17 |                                              |
| 14   | Alessandria    | 28  | 34 | 8  | 12 | 14 | 33 | 57 | −24 |                                              |
| 15   | Udinese        | 27  | 34 | 8  | 11 | 15 | 32 | 59 | −27 |                                              |
| 16   | SPAL           | 26  | 34 | 8  | 10 | 16 | 29 | 48 | −19 |                                              |
| 17   | Triestina      | 23  | 34 | 6  | 11 | 17 | 34 | 56 | −22 | Rebaixamento para a Serie B de 1959–60       |
| 17   | Torino         | 23  | 34 | 6  | 11 | 17 | 36 | 72 | −36 | Rebaixamento para a Serie B de 1959–60       |

## Premiação
| Serie A de 1958–59         |
| Lombardia                  |
| -------------------------- |
| MILAN Campeão (7.º título) |

## Estatísticas

### Artilheiros
| Pos. | Jogador           | Equipe         | Gols[carece de fontes?] |
| ---- | ----------------- | -------------- | ----------------------- |
| 1    | Antonio Angelillo | Internazionale | 33                      |
| 2    | José Altafini     | Milan          | 28                      |
| 3    | Kurt Hamrin       | Fiorentina     | 26                      |
| 4    | Miguel Montuori   | Fiorentina     | 22                      |
| 5    | Eddie Firmani     | Internazionale | 20                      |
| 6    | John Charles      | Juventus       | 19                      |
| 7    | Sergio Brighenti  | Padova         | 18                      |
| 8    | Ezio Pascutti     | Bologna        | 17                      |
| 9    | Arne Selmosson    | Roma           | 16                      |
| 9    | Giancarlo Danova  | Milan          | 16                      |

### Hat-tricks
| Jogador            | Para           | Contra     | Resultado | Data                    | Ref.                |
| ------------------ | -------------- | ---------- | --------- | ----------------------- | ------------------- |
| Antonio Angelillo  | Internazionale | Udinese    | 3–1       | 21 de setembro de 1958  | [carece de fontes?] |
| Antonio Angelillo5 | Internazionale | SPAL       | 8–0       | 12 de outubro de 1958   | [carece de fontes?] |
| Gino Pivatelli     | Bologna        | Fiorentina | 3–6       | 23 de novembro de 1958  | [carece de fontes?] |
| José Altafini      | Milan          | Torino     | 5–1       | 21 de dezembro de 1958  | [carece de fontes?] |
| Eddie Firmani      | Internazionale | Torino     | 5–0       | 28 de dezembro de 1958  | [carece de fontes?] |
| Carlo Galli        | Milan          | Padova     | 4–1       | 11 de janeiro de 1959   | [carece de fontes?] |
| Giancarlo Bacci    | Milan          | Sampdoria  | 4–1       | 22 de fevereiro de 1959 | [carece de fontes?] |
| Kurt Hamrin        | Fiorentina     | Sampdoria  | 4–1       | 15 de março de 1959     | [carece de fontes?] |
| Omar Sívori        | Juventus       | Fiorentina | 3–2       | 22 de março de 1959     | [carece de fontes?] |
| Sergio Brighenti   | Padova         | Vicenza    | 4–2       | 17 de maio de 1959      | [carece de fontes?] |
| Kurt Hamrin        | Fiorentina     | Torino     | 4–0       | 28 de maio de 1959      | [carece de fontes?] |
| Carlo Galli        | Milan          | Udinese    | 7–0       | 2 de junho de 1959      | [carece de fontes?] |
| John Charles       | Juventus       | Genoa      | 4–3       | 7 de junho de 1959      | [carece de fontes?] |

5 Jogador marcou cinco gols